# イバイエデル湖
イバイエデル湖またはイバイエデル貯水池（バスク語、Ibai-Eder urtegia）とは、バスク州ギプスコア県中部を流れるイバイエデル川の流路に作られた人工湖である。

## 概要
イバイエデル湖は、1991年に貯水を目的としたダムを作った結果としてできた人工湖である。この場所はギプスコア県の中央部を流れているイバイエデル川へ、その支流であったイバル川（Ibar）が合流してくる場所であった。つまり、この合流点は現在、イバイエデル湖の湖底となっている。この結果、イバル川はイバイエデル湖へと注ぐようになった。そして、イバイエデル川は、一旦イバイエデル湖へと注ぎ込んで、イバイエデル湖から流出する河川となった。したがって、イバイエデル湖の主要流入河川はイバイエデル川とイバル川、主要流出河川はイバイエデル川である。また、ダムが作られるまでにイバイエデル川が浸食してきたV字谷の一部と、同じくダムが作られるまでにイバル川が浸食してきたV字谷の一部が湖底に沈んだ関係上、イバイエデル湖を上空から見ると、ちょうど「Y」の字のような形状をしている。なお、イバイエデル湖は、例えばチャラベルツ山（別名、アチャバル山）などからも見ることが可能である。

## 貯水池
イバイエデル貯水池は、ヌアルベ地区の所有物である。ヌアルベ地区と言うのは、アスペイティアを含めて、そこから南側（イバイエデル川の上流の方向）に行ったところにあるベイサマと言う集落までの地域のことである。この貯水池からは、貯水池より下流側のイバイエデル川流域と、ウロラ川のイバイエデル川との合流点よりも下流側（つまりアスペイティアの町よりも下流側）流域へと水が供給され、これらの地域に住む約6万8000人の充分の水甕となっている。なお、貯水量は約113万 m3である。

## 湖の散策
イバイエデル湖は誰でも周辺を散策することが許されている。湖には周遊道路も整備されており、一周は約6.8 kmである。この周遊道路の途中には木製のベンチなども設置されている。

## 生物
2006年1月現在、イバイエデル湖において水鳥が越冬している様子は一切確認されていない。